# Bönningstedt
Bönningstedt – miejscowość i gmina w Niemczech w kraju związkowym Szlezwik-Holsztyn, w powiecie Pinneberg, do 31 grudnia 2012 wchodziła w skład Związku Gmin Pinnau.

## Współpraca
- Crivitz, Meklemburgia-Pomorze Przednie
- Rachoni, Grecja
- Seaford, Anglia[2]